# Batalla d'Argentovària
La batalla d'Argentovària va tenir lloc al maig de l'any 378 entre l'Imperi Romà i un exèrcit invasor de lentienenses, a Argentovària (avui dia prop de Colmar, França). Després d'aquesta derrota, els lentienenses van desaparèixer de la història.

## Antecedents
A finals de l'any 364 els alamans van negociar la pau amb l'emperador romà Valentinià I. Al gener del 365 van tornar a fer incursions en territori romà. L'emperador va haver d'anar a lluitar contra l'usurpador Procopi, mentre el nou magister equitum Flavi Valent Joví s'encarregava de vèncer els bàrbars. Al gener del 366 tres grans grups d'alamans van passar el Rin però Joví va aconseguir dispersar-ne un al març a Scarponna (Dieulouard). Un mes després, va vèncer el segon grup, i a l'últim i principal li va presentar batalla a Catelauni (Châlons-en-Champagne). Els alamans tenien uns 20.000 guerrers, i en van morir 6.000 i 4.000 van quedar ferits. Per part dels romans van morir 1.200 legionaris. El general va ser nomenat cònsol l'any 367 com a premi a les seves victòries. A finals d'aquell any els alamans van saquejar Mogoncíacum i el mateix emperador acompanyat del seu fill gran va encapçalar l'exèrcit i els va vèncer a Solicinium (probablement Schwetzingen) l'any 368. Durant els anys 369 i 370 l'emperador va encoratjar als burgundis perquè ataquessin els alamans. Al 372 els alamans van fer diverses incursions sense èxit i el 374 el seu rei, Macrià, es va rendir. L'any 375 va vèncer els sàrmates a la frontera de Pannònia i mentre preparava una campanya contra els quades va morir de sobte. Al morir l'emperador Valentinià I el va succeir el seu fill Flavi Gracià. La frontera estava en pau, però un any després va canviar.
L'any 376, els tervings, que havien estat vençuts pels huns, van demanar permís a l'emperador Valent d'Orient, oncle de Flavi Gracià, per creuar el Danubi en qualitat de refugiats. Però la quantitat de migrants va ser tant alta que la capacitat de les autoritats romanes es va veure desbordada, i van començar a passar fam. Van ser enviats a Marcianòpolis, i les autoritats els van prometre menjar, però en veure la gran quantitat de gent i la seva ràbia, el governador Lupicí va decidir matar el seu cabdill. Va organitzar un gran sopar a la ciutat i va assassinar un dels caps, Alaviv. L'altre cap, Fritigern,va aconseguir escapar. Els tervings es van sublevar i van ocupar la Regió de Tràcia, aprofitant que Flavi Gracià estava lluitant contra els alamans i Valent contra els sassànides.
Altres tribus germàniques van començar a passar el Danubi davant d'aquella situació confosa. Valent va haver de negociar la pau amb els sassànides i va demanar ajuda urgent al seu nebot. Van arribar més tribus des de l'altre costat del riu i els lloctinents de l'emperador van sofrir diverses derrotes. Els dos emperadors van decidir que només podrien pacificar la frontera si intervenien personalment al capdavant dels seus exèrcits. En aquell moment és probable que Flavi Gracià disposés d'un exèrcit d'operacions semblant al del seu oncle, d'entre 15.000 i 20.000 soldats.

## Batalla
Valent va deixar Armènia, i Flavi Gracià s'estava preparant per deixar els seus campaments a la Gàl·lia i marxar cap a l'est. Durant l'hivern del 377-378 un sentinella alamà de l'exèrcit romà del Rin va anar de permís a casa seva i va informar a la seva tribu que l'emperador estava debilitant les defenses frontereres. Al febrer del 378 els lentienenses, una tribu dels alamans que vivia a la frontera amb Rècia, van començar diverses incursions que les tropes auxiliars romanes van rebutjar fàcilment, però que van confirmar la debilitat romana. Gracià va haver de fer tornar l'exèrcit que ja havia enviat cap a l'est, reorganitzar l'exèrcit de la Gàl·lia i demanar ajuda als francs.
Segons diu Ammià Marcel·lí, els invasors eren 40.000, encara que per raons polítiques també va incloure la xifra oficial de 70.000 homes. L'autor no és fiable del tot, perquè diu que a Estrasburg, l'any 357 van lluitar 35.000 alamans i en van morir 6.00, més molts altres que es van ofegar al Rin, però els autors moderns sostenen que la xifra era de 20.000 o potser 25.000. Es creu que el total de la tribu dels alamans el formava una població d'unes 100.000 persones, de les que una cinquena part eren homes adults.
Flavi Gracià va deixar les forces de la Gàl·lia a càrrec del general Nanniè, al qual se li va unir el cabdill franc Mel·lobaudes, que era comes domesticorum. Mel·lobaudes va començar a presionar l'enemic per tal de buscar una batalla decisiva, que finalment es va produir a Argentovària, una ciutat dels tribocs. Primerament, els dos exèrcits van combatre de lluny amb llançament de sagetes i javelines, que van deixar molts morts i ferits. Els romans es van retirar del camp obert cap a una zona boscosa davant de la superioritat numèrica dels bàrbars. Els lentinenses els van seguir, però els romans, ben emboscats els van massacrar totalment.

## Conseqüències
Flavi Gracià va decidir creuar el Rin i els lentinenses van fugir cap a les muntanyes amb les seves famílies i el que es van poder emportar. Van tenir lloc combats ferotges i l'emperador va optar per bloquejar tots els camins i matar-los de fam. Finalment els lentinenses es van rendir i van desaparèixer de la història.
L'ajuda que Flavi Gracià havia d'aportar al seu oncle es va endarrerir bastants mesos, i les forces de Valent eren molt inferiors de les que en principi s'havien previst. Això va fer que a la Batalla d'Adrianòpolis l'emperador Valent fos derrotat i mort davant de l'exèrcit terving de Fritigern el 9 d'agost del 378.